# Jakšinec
Jakšinec is een plaats in de gemeente Gornja Stubica in de Kroatische provincie Krapina-Zagorje. De plaats telt 309 inwoners (2001).